# Liste der Kulturdenkmäler in Roxheim
In der Liste der Kulturdenkmäler in Roxheim sind alle Kulturdenkmäler der rheinland-pfälzischen Ortsgemeinde Roxheim aufgeführt. Grundlage ist die Denkmalliste des Landes Rheinland-Pfalz (Stand: 2. August 2023).

## Einzeldenkmäler
| Bezeichnung                           | Lage                               | Baujahr      | Beschreibung                                                                                            | Bild            |
| ------------------------------------- | ---------------------------------- | ------------ | --- | --------------- |
| Kriegerdenkmal                        | Hauptstraße, auf dem Friedhof Lage | 1920er Jahre | Kriegerdenkmal 1914/18, Stelen, 1920er Jahre                                                            | BW              |
| Evangelische Pfarrkirche              | Hauptstraße 24 Lage                | gegen 1300   | Chorturm gegen 1300, Glockengeschoss und Walmdach wohl aus dem 18. Jahrhundert, barockes Langhaus, 1738 | BW              |
| Katholisches Pfarrhaus                | Hauptstraße 69 Lage                | 1740         | spätbarocker Walmdachbau, 1740; spätbarockes Kruzifix, bezeichnet 1788                                  | Fotos hochladen |
| Katholische Pfarrkirche St. Sebastian | Hauptstraße 71 Lage                | 1869–71      | neuromanischer Sandsteinquaderbau, 1869–71, Baumeister Himpler, Wallerfangen                            | BW              |
| Evangelisches Pfarrhaus               | Untere Kirchgasse 2 Lage           | 1738         | spätbarocker Putzbau, 1738                                                                              | BW              |

## Ehemalige Kulturdenkmäler
| Bezeichnung | Lage                    | Baujahr                   | Beschreibung                                                                                      | Bild |
| ----------- | ----------------------- | ------------------------- | ------------------------------------------------------------------------------------------------- | ---- |
| Wohnhaus    | Obere Kirchgasse 1 Lage | Ende des 18. Jahrhunderts | spätbarockes Fachwerkhaus, teilweise massiv, Ende des 18. Jahrhunderts; aus Denkmalliste gelöscht | BW   |